# Milica Mihaljević
Milica Mihaljević (Zagreb, 12. prosinca 1955.), hrvatska je jezikoslovka.

## Životopis
Milica je Mihaljević završila V. gimnaziju u Zagrebu, 1974., te diplomirala je engleski jezik, opću lingvistiku i fonetiku 1979. godine. Doktorirala je godine 1991. s temom Lingvistička analiza računalnog nazivlja (mentor Stjepan Babić, članovi povjerenstva Vladimir Anić i Rudolf Filipović), a prelaskom u Institut za hrvatski jezik i jezikoslovlje svoj je daljnji znanstveni rad definitivno usmjerila na kroatističko područje.
Posebno se bavi područjem normativistike, terminologije te leksikologije i leksikografije kao i jezičnim dodirima (hrvatski i engleski).
Leksikologiju i leksikografija predavala je i na Učiteljskoj akademiji u Zagrebu. Na Hrvatskim studijima na dodiplomskome studiju držala je Jezično-stilske vježbe, na Fakultetu elektrotehnike i računarstva na diplomskome studiju predaje kolegij Hrvatski jezik u inženjerskoj praksi, a na Filozofskom fakultetu u Zagrebu na diplomskome studiju predaje kolegij Nazivoslovlje i nazivlje na hrvatskome jeziku.
Sudjelovala je na brojnim znanstvenim skupovima u Hrvatskoj i u inozemstvu, stručnim tribinama, radijskim i televizijskim emisijama, autorica i suautorica je niza knjiga (Računalno nazivlje, Terminološki priručnik, Jezični savjetnik, Kako se na hrvatskome kaže WWW, Normativnost i višefunkcionalnost u hrvatskome jeziku, Jezik medija, Hrvatski terminološki priručnik, Jezični savjeti, Rječnik kristalografije, fizike kondenzirane tvari i fizike materijala, Hrvatski na maturi), znanstvenih i stručnih radova.
Voditeljica je Odjela za hrvatski standardni jezik u Institutu za hrvatski jezik i jezikoslovlje.
Članica je povjerenstva Nagrade Dr. Ivan Šreter za izbor najbolje riječi.
Bila je članica Povjerenstva za natjecanje iz hrvatskoga jezika te recenzentica i članica radne skupine za izradbu testova za državnu maturu iz hrvatskoga jezika. Sudjelovala je u mnogim domaćim projektima te je od 2006. do 2009. godine sudjelovala u međunarodnome projektu Die Unterschiede zwischen dem Bosnischen/Bosniakischen, Kroatischen und Serbischen I: Slawische Sprachkorelationen. Bila je voditeljica projekta Hrvatsko strukovno nazivlje –  projekt koordinacije. Od 2008. do 2012. bila je članica Matičnoga odbora za filologiju. Izabrana je 2013. godine za članicu međunarodnoga terminološkog odbora Terminology Comission under the International Committee of Slavonic Scholars u razdoblju 2013. – 2018. Urednica je časopisa Hrvatski jezik te članica uredništva časopisa Rasprave: Časopis Instituta za hrvatski jezik i jezikoslovlje. 
Jedan je od autora i izvršnih urednika velikoga Hrvatskoga jezičnog savjetnika te jedan od urednika i autora Hrvatskoga školskog rječnika. U knjizi Pregled povijesti, gramatike i pravopisa hrvatskoga jezika autorica je (s Lanom Hudeček) dijela Pregled gramatike hrvatskoga jezika. Redaktor je hrvatske strane Hrvatsko-nizozemskoga rječnika. Jedan je od urednika i autora Hrvatskoga pravopisa Instituta za hrvatski jezik i jezikoslovlje.
Dobitnica je Nagrade Grada Zagreba za izniman rezultat u teorijski utemeljenom radu u promicanju znanosti u prosvjeti (s ostalim autorima i urednicima Hrvatskoga školskog rječnika) i Nagrade Ivan Filipović za 2013. godinu u području znanstvenoga i stručnoga rada (s ostalim autorima i urednicima Hrvatskoga pravopisa).  
Autorica je velikoga broja znanstvenih i stručnih radova.